# Graselod
Graselod är en sjö i Sorsele kommun i Lappland och ingår i Umeälvens huvudavrinningsområde. Sjön har en area på 0,125 kvadratkilometer och ligger 577,1 meter över havet. Graselod ligger i Vindelfjällen Natura 2000-område.

## Delavrinningsområde
Graselod ingår i det delavrinningsområde (731691-152421) som SMHI kallar för Mynnar i Gautsträsk. Medelhöjden är 584 meter över havet och ytan är 5,25 kvadratkilometer. Räknas de 2 avrinningsområdena uppströms in blir den ackumulerade arean 58,05 kvadratkilometer. Biergenisjukke som avvattnar avrinningsområdet har biflödesordning 3, vilket innebär att vattnet flödar genom totalt 3 vattendrag innan det når havet efter 402 kilometer. Avrinningsområdet består mestadels av skog (96 procent). Avrinningsområdet har 0,19 kvadratkilometer vattenytor vilket ger det en sjöprocent på 3,5 procent.